# Ctimene septemnotata
Ctimene septemnotata là một loài bướm đêm trong họ Geometridae.